# Maau daan ting ging mung
Maau daan ting ging mung is een Kantonese operastuk. Het werd geschreven door Tang Ti-sheng. Het verhaal is gebaseerd op de kunqu Mudanting (Paeonia suffruticosapaviljoen) van de Ming-schrijver Tang Xianzu. Het werd voor het eerst gespeeld door het Kantonese operagezelschap Sin Fung Ming (仙鳳鳴粵劇團).

## Personages
- Lau mung mui 柳夢梅
- Dou lai noeng 杜麗娘
- Ceon hoeng 春　香
- Can zeoi long 陳最良
- Dou bou 杜　寶
- Mui ceon lam 梅春霖
- Siu joeng neoi 韶陽女
- Dou fu jan 杜夫人
- Dou ngon 杜　安
- Sung dai 宋　帝
- Ha hoeng 夏　香
- Sek dou gu 石道姑

## Verhaal
Het verhaal speelt zich af ten tijde van de Song-dynastie. De dochter van Dou bou, Dou lai noeng, valt in slaap bij het Paeonia suffruticosapaviljoen. In haar droom ziet zij een knappe student (Lau mung mui) met in zijn hand een tak van de treurwilg. De twee krijgen gevoelens voor elkaar. Dou lai noeng wordt vervolgens wakker en komt erachter dat het een droom was en smacht zo veel naar haar droomstudent, waarop ze zelfmoord pleegt.
Drie jaar na de dood van haar verschijnt de student van haar droom in het Pruimenbloessemnonnenklooster van vrouwelijke daoshi. Dou lai noeng staat op uit haar doodskist en de twee geliefden ontmoeten elkaar weer. De student vraagt vervolgens Dou bou om de hand van haar dochter en zegt tegen de familie dat hij maagd was ten tijde dat Dou lai noeng overleed. De vader vindt het onacceptabel dat de student die geen maagd meer is, trouwt met zijn maagdelijke dochter. De keizer van China keurt vervolgens goed dat de twee trouwen, waarop de twee geliefden uiteindelijk gaan trouwen.

## Acht scènes van de opera
1. Nachtmerrie in de tuin 遊園驚夢
2. Opschrijven der waarheid 寫真
3. Ronddolen van de ziel 魂遊、拾畫
4. Trouwen met de overleden 幽媾
5. Wederopstanding 回生
6. Bezoeken van familie en het terugzien van moeder 探親會母
7. Ondervraging 拷元
8. Goede aankomst 圓駕